# Ulrika Eleonora Švédská
Ulrika Eleonora Švédská (23. ledna 1688, Stockholm – 24. listopadu 1741 tamtéž), známá jako Ulrika Eleonora Mladší, byla od 5. prosince 1718 do své abdikace 29. února 1720 vládnoucí švédská královna. Jejím nástupcem se stal její manžel král Frederik a až do své smrti tak byla švédskou královnou manželkou.

## Biografie
Ulrika Eleonora se narodila jako nejmladší ze sedmi dětí švédského krále Karla XI. a jeho manželky, dánské princezny Ulriky Eleonory, po níž dostala jméno; čtyři její starší bratři však zemřeli již jako nemluvňata.
Po nečekané předčasné smrti svého bratra, krále Karla XII., v roce 1718 se ucházela o následnictví trůnu proti svému synovci Karlu Fridrichovi Holštýnsko-Gottorpskému, jedinému synovi své starší sestry Hedviky Žofie. Diskuse na téma nástupnictví švédského trůnu skončily ve prospěch Ulriky Eleonory, jež byla v roce 1719 korunována švédskou královnou. V roce 1720 abdikovala ve prospěch svého manžela, Frederika I., hesensko-kasselského lankraběte.

### Mládí
Ulrika Eleonora byla po většinu svého života ve stínu ostatních, svého královského bratra i své půvabnější a nadanější starší sestry, jež byla neformální následnicí trůnu. V roce 1700 se měla provdat za Fridricha Viléma I. Pruského, ale plán nebyl realizován. Po dobu nepřítomnosti Karla XII. za Severní války se princezna starala o svou panující babičku, královnu Hedviku Eleonoru a její starší sestra – princezna Hedvika Žofie, vévodkyně Holstein-Gottorp, byla následnicí trůnu.
Postavení Ulriky Eleonory se zásadně změnilo, když v roce 1708 její starší sestra zemřela. Jejich bratr se odmítl oženit a Ulrika Eleonora tak zůstala jediným členem královského rodu ve Švédsku. Karel nicméně ustanovil svým následníkem tehdy osmiletého syna své starší sestry Hedviky Žofie, Karla Fridricha. V roce 1713 se stala regentkou.
Po smrti babičky v roce 1715 se Ulrika Eleonora stala první dámou na královském dvoře; bylo to jedno z nejšťastnějších období jejího života. V tomtéž roce se i provdala. Do svého vyvoleného, hesenského lankraběte Fridricha, byla velmi zamilovaná, on jí ovšem chtěl využít jako prostředek ke získání vlády; začal vyvíjet úsilí o oficiální uznání své ženy za nástupkyni trůnu. Ve Švédsku se zformovaly dvě soupeřící strany – „hesenská“ a „gottorpská“. Po dobu trvání manželství měl ovšem Fridrich řadu milenek a navíc oficiální metresu – Hedviku Taube, s níž měl i tři nemanželské děti. Z manželství Ulriky Eleonory a Fridricha však žádní potomci nevzešli.

### Panování a předání vlády
Karel XII. zemřel jako bezdětný 30. listopadu roku 1718 a Ulrika Eleonora se stala součástí hry o vládu. Rozhodovalo se, koho ustanovit za nástupce trůnu: zda Ulriku Eleonoru či jejího synovce Karla Fridricha. Karel Fridrich jako syn starší dcery Karla XI. byl v pořadí nástupnictví před Ulrikou Eleonorou, její jmenování regentkou i závěry parlamentu se nicméně setkaly s velkým nadšením parlamentu, neboť přislíbila zrušení absolutní monarchie. Švédskou královnou byla tedy zvolena ona; korunována byla 17. března roku 1719 v Uppsale.
Její krátká, něco málo přes rok trvající vláda byla slabá, závislá na aristokracii a především na jejím manželovi. 21. ledna roku 1720 odstoupila Prusku „na věky“ za 2 miliony tolarů Štětín včetně území mezi Odrou a Pianou, ústím Świny a Dziwny, Štětínským zálivem a Odrou a ostrovy Wolin a Uznam. Nakonec ji vládychtivý manžel přiměl k abdikaci ve svůj prospěch. Akt se uskutečnil 29. února roku 1720. Součástí abdikačního protokolu byla i klauzule, podle níž se měla stát opět královnou, pokud by Frederik zemřel dříve než ona.
Po předání moci svému manželovi se již věnovala spíše dobročinným aktivitám. Pouze po dobu Frederikovy zahraniční cesty v roce 1731 a po dobu jeho nemoci v roce 1738 převzala odpovědnost za vládu.
Ulrika Eleonora byla posledním členem rodu Wittelsbachů na švédském trůně. Zemřela 14. listopadu roku 1741 na pravé neštovice.

## Předkové
|                           |                                        |  |                     |                                 |  |  |  |  |  |  |  | Jan I. Falcko-Zweibrückenský |
|                           |                                        |  |                     |                                 |  |  |  |  |  |  |  |                              |
|                           | Kazimír Falcko-Zweibrückenský          |  |                     |                                 |  |  |  |  |  |  |  |                              |
|                           |                                        |  |                     |                                 |  |  |  |  |  |  |  |                              |
|                           |                                        |  |                     | Magdalena Klevská               |  |  |  |  |  |  |  |                              |
|                           |                                        |  |                     |                                 |  |  |  |  |  |  |  |                              |
|                           | Karel X. Gustav Švédský                |  |                     |                                 |  |  |  |  |  |  |  |                              |
|                           |                                        |  |                     |                                 |  |  |  |  |  |  |  |                              |
|                           |                                        |  |                     | Karel IX. Švédský               |  |  |  |  |  |  |  |                              |
|                           |                                        |  |                     |                                 |  |  |  |  |  |  |  |                              |
|                           | Kateřina Švédská                       |  |                     |                                 |  |  |  |  |  |  |  |                              |
|                           |                                        |  |                     |                                 |  |  |  |  |  |  |  |                              |
|                           |                                        |  |                     | Anna Marie Falcká               |  |  |  |  |  |  |  |                              |
|                           |                                        |  |                     |                                 |  |  |  |  |  |  |  |                              |
|                           | Karel XI. Švédský                      |  |                     |                                 |  |  |  |  |  |  |  |                              |
|                           |                                        |  |                     |                                 |  |  |  |  |  |  |  |                              |
|                           |                                        |  |                     | Jan Adolf Holštýnsko-Gottorpský |  |  |  |  |  |  |  |                              |
|                           |                                        |  |                     |                                 |  |  |  |  |  |  |  |                              |
|                           | Fridrich III. Holštýnsko-Gottorpský    |  |                     |                                 |  |  |  |  |  |  |  |                              |
|                           |                                        |  |                     |                                 |  |  |  |  |  |  |  |                              |
|                           |                                        |  |                     | Augusta Dánská                  |  |  |  |  |  |  |  |                              |
|                           |                                        |  |                     |                                 |  |  |  |  |  |  |  |                              |
|                           | Hedvika Eleonora Holštýnsko-Gottorpská |  |                     |                                 |  |  |  |  |  |  |  |                              |
|                           |                                        |  |                     |                                 |  |  |  |  |  |  |  |                              |
|                           |                                        |  |                     | Jan Jiří I. Saský               |  |  |  |  |  |  |  |                              |
|                           |                                        |  |                     |                                 |  |  |  |  |  |  |  |                              |
|                           | Marie Alžběta Saská                    |  |                     |                                 |  |  |  |  |  |  |  |                              |
|                           |                                        |  |                     |                                 |  |  |  |  |  |  |  |                              |
|                           |                                        |  |                     | Magdalena Sibylla Pruská        |  |  |  |  |  |  |  |                              |
|                           |                                        |  |                     |                                 |  |  |  |  |  |  |  |                              |
| 'Ulrika Eleonora Švédská' |                                        |  |                     |                                 |  |  |  |  |  |  |  |                              |
|                           |                                        |  |                     |                                 |  |  |  |  |  |  |  |                              |
|                           |                                        |  | Frederik II. Dánský |                                 |  |  |  |  |  |  |  |                              |
|                           |                                        |  |                     |                                 |  |  |  |  |  |  |  |                              |
|                           | Kristián IV. Dánský                    |  |                     |                                 |  |  |  |  |  |  |  |                              |
|                           |                                        |  |                     |                                 |  |  |  |  |  |  |  |                              |
|                           |                                        |  |                     | Žofie Meklenburská              |  |  |  |  |  |  |  |                              |
|                           |                                        |  |                     |                                 |  |  |  |  |  |  |  |                              |
|                           | Frederik III. Dánský                   |  |                     |                                 |  |  |  |  |  |  |  |                              |
|                           |                                        |  |                     |                                 |  |  |  |  |  |  |  |                              |
|                           |                                        |  |                     | Jáchym Fridrich Braniborský)    |  |  |  |  |  |  |  |                              |
|                           |                                        |  |                     |                                 |  |  |  |  |  |  |  |                              |
|                           | Anna Kateřina Braniborská              |  |                     |                                 |  |  |  |  |  |  |  |                              |
|                           |                                        |  |                     |                                 |  |  |  |  |  |  |  |                              |
|                           |                                        |  |                     | Kateřina Braniborsko-Küstrinská |  |  |  |  |  |  |  |                              |
|                           |                                        |  |                     |                                 |  |  |  |  |  |  |  |                              |
|                           | Ulrika Eleonora Dánská                 |  |                     |                                 |  |  |  |  |  |  |  |                              |
|                           |                                        |  |                     |                                 |  |  |  |  |  |  |  |                              |
|                           |                                        |  |                     | Vilém Brunšvicko-Lüneburský     |  |  |  |  |  |  |  |                              |
|                           |                                        |  |                     |                                 |  |  |  |  |  |  |  |                              |
|                           | Jiří Brunšvicko-Lüneburský             |  |                     |                                 |  |  |  |  |  |  |  |                              |
|                           |                                        |  |                     |                                 |  |  |  |  |  |  |  |                              |
|                           |                                        |  |                     | Dorotea Dánská                  |  |  |  |  |  |  |  |                              |
|                           |                                        |  |                     |                                 |  |  |  |  |  |  |  |                              |
|                           | Žofie Amálie Brunšvická                |  |                     |                                 |  |  |  |  |  |  |  |                              |
|                           |                                        |  |                     |                                 |  |  |  |  |  |  |  |                              |
|                           |                                        |  |                     | Ludvík V. Hesensko-Darmstadtský |  |  |  |  |  |  |  |                              |
|                           |                                        |  |                     |                                 |  |  |  |  |  |  |  |                              |
|                           | Anna Eleonora Hesensko-Darmstadtská    |  |                     |                                 |  |  |  |  |  |  |  |                              |
|                           |                                        |  |                     |                                 |  |  |  |  |  |  |  |                              |
|                           |                                        |  |                     | Magdalena Braniborská           |  |  |  |  |  |  |  |                              |
|                           |                                        |  |                     |                                 |  |  |  |  |  |  |  |                              |